# Allée Jules-Supervielle
L'allée Jules-Supervielle est une voie du 1er arrondissement de Paris, en France.

## Situation et accès
L'allée Jules-Supervielle est une voie publique située dans le 1er arrondissement de Paris. Elle débute rue Berger et se termine place René-Cassin.

## Origine du nom

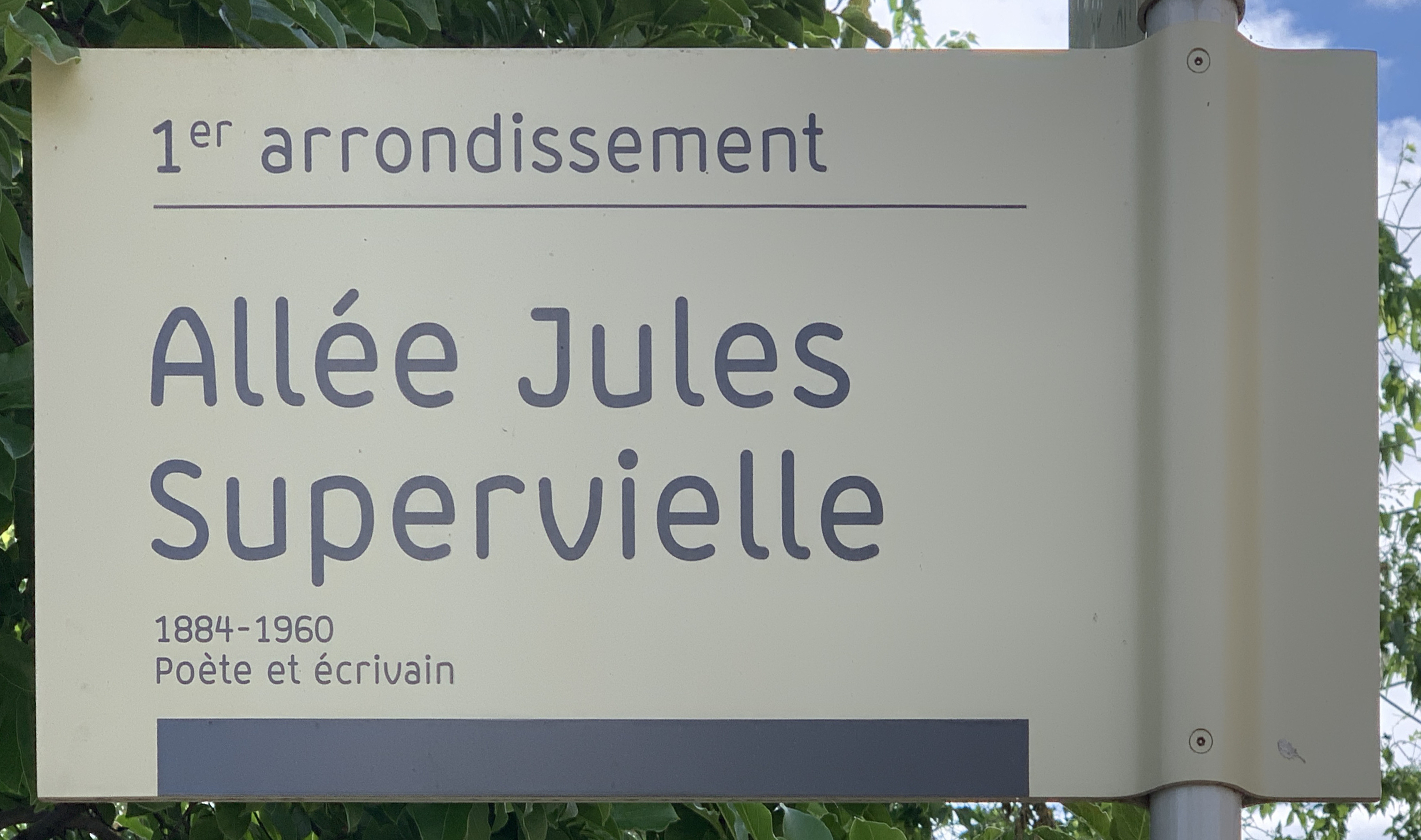
Plaque de l'allée.

Elle porte le nom du poète et romancier franco-uruguayen Jules Supervielle (1884-1960). 

## Historique
Cette voie, créée dans le cadre de l'aménagement du secteur des Halles et provisoirement dénommée « voie V/1 », prend son nom actuel le 28 août 1985.
Elle fait partie d'un ensemble d'allées dédiées à des écrivains.

## Pour approfondir